# The Boss (chanson de Diana Ross)
Pour les articles homonymes, voir Boss (homonymie).
Pistes de The Boss (en)
What You Gave Me (en) It's My House (en)
The Boss est un single interprété par Diana Ross et écrit par Ashford & Simpson. Sortie en 1979 par Motown, la chanson soul et disco est le premier extrait de l'album The Boss.

## Dans la culture
Sauf indication contraire ou complémentaire, les informations mentionnées dans cette section proviennent du générique de fin de l'œuvre audiovisuelle présentée ici.
- En 2006, dans Nos jours heureux d'Éric Toledano - bande originale